# أنماط الهوية الأكاديمية
تُعرف الهوية الأكاديمية Academic Identity Patterns بأنها مجموع الأفكار والمدركات التي يحملها الطالب نحو ذاته، علاقات اجتماعية في الإطار الأكاديمي، وتوجهاته المهنية المستقبلية. تمثل الهوية الأكاديمية امتدادًا لهوية الذات، وتشكل جوهر بناء الشخصية الأكاديمية للطلبة. يُعزى تكوينها إلى تفاعل المعتقدات، القيم، والأنشطة الأكاديمية مع السياقات التعليمية والاجتماعية.

## مراحل التشكيل
تتشكل الهوية الذاتية وتتطور مع التقدم في العمر نتيجة للتنشئة الاجتماعية. تصبح الهوية أكثر استقرارًا وتمايزًا في مرحلة المراهقة المتأخرة، خلال هذه الفترة، يتأثر الفرد بالمجتمع الذي يعيش فيه وبعناصر عدة مثل ثقافة المجتمع، طبيعة الحياة الاجتماعية، البيئة المحيطة، إضافة إلى عوامل مرتبطة بالماضي الشخصي للفرد مثل خبراته وتجارب طفولته. كما تلعب النظرة المستقبلية دورًا محوريًا في تشكيل الهوية، فضلًا عن الحاضر الذي يتأثر بالقيم والمعايير الاجتماعية السائدة. عملية تشكيل الهوية تُعدّ واحدة من التحديات النمائية التي تواجه الفرد خلال فترة المراهقة. الإحساس بالهوية يسهم في إعداد المراهق لمواجهة الحياة الراشدة، من خلال تنظيم طموحاته وأهدافه. عندما يتمكن الفرد من تجاوز أزمة الهوية بنجاح، فإنه يشعر بالاستمرارية والتناسق الذاتي. أما في حال عدم التوصل إلى مفهوم واضح ومستقر للهوية، فقد يتولد لديه شعور بالتناقض وعدم اليقين حيال نفسه ودوره في المجتمع، مما يؤدي إلى صعوبة في تحقيق الانسجام مع ذاته ومع العالم المحيط به. التي تتزامن غالبًا مع الدراسة الجامعية. كما يتأثر الفرد في تشكيل هويته بعدة عوامل، مثل طبيعة المجتمع، ثقافته، نمط الحياة، والتاريخ الشخصي. كما أن رؤيته المستقبلية وأهدافه وطموحاته تؤثر بشكل مباشر على هذه العملية (إريك إريكسون).

## أزمة الهوية في مرحلة المراهقة
تشير نظرية إريك إريكسون إلى أن تشكيل الهوية يُعد من الأزمات النمائية الأساسية التي تواجه المراهق. يساعد الإحساس بالهوية على إعداد الفرد للحياة الراشدة، إذ يضمن استمرار واتساق الذات. في حالة عدم النجاح في تشكيل الهوية، قد يعاني الفرد من التناقض والضياع.

### الأنماط وفق نظرية مارسيا
قدم جيمس مارسيا أربعة أنماط لتطور الهوية بناءً على عملية الاستكشاف والالتزام:
1. الهوية المحققة: تمثل أفضل مستويات الهوية الذاتية. يتميز أصحابها بالصحة النفسية، التكيف الاجتماعي، وارتفاع مفهوم الذات.
2. الهوية المؤجلة: تتسم بالتسويف في اتخاذ القرارات وصعوبة تحقيق الأهداف. تُعتبر مرحلة مؤقتة للوصول إلى الهوية المحققة.
3. الهوية المقيدة: يلتزم الفرد بالهوية دون استكشافها، غالبًا نتيجة لضغوط اجتماعية أو أسرية.
4. الهوية المرقعة: تتسم بعدم الالتزام أو الاستكشاف، مما يؤدي إلى ضياع الشخصية وضعف الإنتاجية.

### أنماط الهوية الأكاديمية
وفقًا لنظرية مارسيا ونظريات أخرى، يمكن تصنيف الهوية الأكاديمية إلى أربعة أنماط:
- 1. الهوية الأكاديمية المضطربة: تتسم بالافتقار إلى الالتزام الأكاديمي والتردد.
- 2. الهوية الأكاديمية المعلقة: يعاني الطالب من التردد ويبحث بشكل نشط عن قيمه وأهدافه الأكاديمية.
- 3. الهوية الأكاديمية المغلقة: يلتزم الطالب بقيم أكاديمية دون خوض تجربة استكشاف الهوية.
- 4. الهوية الأكاديمية المحققة: يطوّر الطالب التزامًا بمجموعة من القيم الأكاديمية بعد استكشافها بفاعلية.

### تلعب الهوية الأكاديمية دورًا مركزيًا في حياة الطالب، حيث تؤثر على
- 1. خياراته التعليمية والمهنية.
- 2. تنظيم قيمه ومعتقداته.
- 3. استعداداته وأهدافه المستقبلية.
- 4. شعوره بالرضا والسعادة.

وبصفة عامة يتأثر نمو الهوية الأكاديمية بعوامل عديدة، ويؤثر هو الآخر في متغيرات أخرى، وبما أن الهوية الأكاديمية امتدادًا لهوية الذات فإن مدى نموها سيكون له الأثر في استعدادات وخيارات ووضوح أهداف وأدوار وتطلعات الطالب، وذلك لأثر النمو السوي لهوية الفرد. حيث يمتد هذا الأثر ليشمل متغيرات أساسية في حياته كالثقة بالنفس، وغياب القلق، والشعور بالرضا، والسعادة في الحياة، والقدرة على رسم الأهداف قريبة وبعيدة المدى، ووضوح الأدوار التي يستطيع الفرد القيام بها، كما أن الهوية الأكاديمية لها أثر على التنظيم الذاتي للقيم، والمعتقدات، والأهداف. وتلعب دورًا مركزيًا في حياة الطالب، لأنها تـؤثر على خياراته المدرسـية، وسـلوكيات الأكاديمية، وأدائـه واسـتعداداته الدراسية، والمهنية.

## منظور بيرزونسكي
يقترح مايكل بيرزونسكي ثلاث أنماط للهوية استنادًا إلى العمليات الاجتماعية المعرفية:
- 1. النمط المعلوماتي: يعتمد على البحث والاستكشاف قبل الالتزام.
- 2. النمط المعياري: يتصف بالتمسك بالتقاليد والمعايير الاجتماعية.
- 3. النمط المتشتت/التجنبي: يتجنب الفرد معالجة القضايا الشخصية ويماطل في اتخاذ القرارات.

## الهوية الأكاديمية والبيئة الجامعية
تمثل الدراسة الجامعية مرحلة هامة في تطوير الهوية الأكاديمية. يساهم التكيف الأكاديمي والنفسي والاجتماعي في بناء هوية إيجابية لدى الطالب. وتعد البيئة الجامعية، بما تحويه من علاقات اجتماعية ومعرفية، أحد العوامل المؤثرة على تشكيل الهوية الأكاديمية.

## الهوية الاكاديمية في بيئة التعلم الرقمي
وفي دراسة هدفت إلى استكشاف الإسهام النسبي لأنماط الهوية الأكاديمية في بيئة التعلم الرقمي أسفرت النتائج عن أن نمط الهوية المحققة كان الأكثر انتشارًا بين الطلاب في بيئة التعلم الرقمي، تلاه النمط المعلق، ثم النمط المغلق، وأخيرًا النمط المضطرب الذي كان الأقل شيوعًا. كشفت الدراسة عن وجود علاقة ارتباطية ذات دلالة إحصائية بين أنماط الهوية الأكاديمية في بيئة التعلم الرقمي وبين الاتجاهات الإبستمولوجية والهناء النفسي. أخيرًا، أظهرت النتائج أن أنماط الهوية الأكاديمية في بيئة التعلم الرقمي تسهم بشكل ملحوظ في التنبؤ بكل من الاتجاهات الإبستمولوجية والهناء النفسي لدى الطلاب.

## الاتجاهات المفسرة للهوية الاكاديمية
الهوية الأكاديمية ليست ثابتة، بل هي عملية ديناميكية تتطور على مدار الوقت بناءً على الخبرات الشخصية والسياقات الاجتماعية والتعليمية. وقد أظهرت دراسات متعددة أهمية فهم كيفية تطور الهوية الأكاديمية لدى الطلاب، خاصةً في فترات التعليم الجامعي والمراهقة.

### نظرية النمو النفسي الاجتماعي لإريكسون
يعتبر إريكسون أن الهوية تتشكل عبر مراحل تطور نفسي اجتماعي يتم فيها حل صراعات معينة، وتشمل ثمانية مراحل على مدار الحياة. المرحلة الخامسة، التي تحدث عادة خلال فترة المراهقة، تسمى "الهوية مقابل ارتباك الدور"، حيث يمر الأفراد بتجارب استكشافية للهوية من خلال اتخاذ القرارات والتفاعل مع العالم الخارجي. وفقًا لهذه النظرية، تتطور الهوية الأكاديمية من خلال استكشاف الأدوار والقيام بالاختيارات التي تساهم في تشكيل فهم الفرد لذاته في السياق الأكاديمي.
نظرية الذات لـ Berzonsky:
يُعتقد أن الهوية الأكاديمية تتأثر بعوامل نفسية مهمة، وتُفسر من خلال ثلاثة أنماط رئيسية:
1. الأسلوب المعلوماتي:
يتميز الأفراد الذين يتبعون هذا الأسلوب بالاستقلالية والمرونة في التعامل مع المعلومات. يتمتعون بالقدرة على البحث والنقد والاستماع للنصائح. هذا الأسلوب يرتبط ارتباطًا وثيقًا بالصحة النفسية الجيدة والاستقلالية الأكاديمية.
2. الأسلوب المعياري:
يعتمد هؤلاء الأفراد على القيم والمبادئ التي يفرضها المجتمع أو الأشخاص المهمين في حياتهم مثل الوالدين والمعلمين. يُظهر هؤلاء الأفراد التزامًا أكبر بتلبية التوقعات الاجتماعية.
3. الأسلوب التشتتي التجنبي:
يسعى الأفراد الذين يتبعون هذا الأسلوب إلى تجنب صراعات الهوية أو اتخاذ القرارات المتعلقة بالمستقبل الأكاديمي، ويفضلون تأجيل الأمور وتجنب التحديات.
من خلال هذه النظريات والنماذج، يمكننا فهم كيف أن الهوية الأكاديمية هي جزء لا يتجزأ من التطور النفسي والاجتماعي للطلاب، وكيف تؤثر في تجربتهم الأكاديمية بشكل شامل.

## الدراسات السابقة
في دراسة ركزت على كيفية تأثير الدافع الأكاديمي والهوية الأكاديمية والجنس على تطلعات المراهقين المهنية في مجالات العلوم والتكنولوجيا والهندسة والرياضيات (STEM). أظهرت النتائج أن الدافع الأكاديمي—مثل التوقعات الذاتية في هذه المجالات وكذلك قيمتها—يؤثر بشكل غير مباشر على الاهتمام المهني في STEM من خلال الهوية الأكاديمية. ومع ذلك، كان تأثير الهوية الأكاديمية أقوى بشكل ملحوظ عند الفتيات مقارنة بالفتيان. على الرغم من وجود تفاوت ضئيل بين العرق، تبين أن النموذج الوساطي كان أكثر تباينًا لدى المشاركين الأمريكيين من أصل شرق آسيوي مقارنة بالمشاركين من خلفيات عرقية أخرى.
يتماشى هذا مع الأدبيات المتعلقة بأنماط الهوية الأكاديمية، حيث تلعب الهوية الأكاديمية دورًا مهمًا في تحديد التوجهات المهنية لدى الطلاب، خصوصًا في مجالات STEM التي تتميز بوجود تفاوت بين الجنسين. تشير النتائج إلى أن الهوية الأكاديمية في STEM يمكن أن تكون محركًا رئيسيًا لتحقيق طموحات مهنية، مما يسلط الضوء على أهمية تعزيز الهوية الأكاديمية في هذه المجالات من أجل تقليل الفجوات بين الجنسين وتحقيق تمثيل عادل.
والآن سيتم تسليط الضوء على عملية تطوير الهوية الأكاديمية لكل من الطلاب والمعلمين في سياق التعلم، خاصة في المدارس وبين الثقافات الاجتماعية الأوسع. يناقش الفصل دور الهوية وتطورها للطلاب، مع التركيز على الهويات الأكاديمية والمهنية، والتي تعتبر محورية خلال سنوات التعليم المتوسطة وحتى الجامعة. يركز الفصل على كيفية تأثير تطوير هوية الطلاب في المجالات الأكاديمية والمهنية على نجاحهم التعليمي. كما يتناول الفصل الطرق التي يمكن بها دعم تطوير الهوية في الفصول الدراسية والمدارس والمجتمعات. يستند هذا البحث إلى تقاليد متعددة في دراسة الهوية، ويستعرض كيفية دعم هذا التطور في السياقات التعليمية المختلفة.

## انظر ايضا
إريك إريكسون
جيمس مارسيا